# Relaciones México-Trinidad y Tobago
Los Estados Unidos Mexicanos y la República de Trinidad y Tobago establecieron relaciones diplomáticas en 1966. Ambas naciones son miembros de la Asociación de Estados de Caribe, Comunidad de Estados Latinoamericanos y Caribeños, Organización de Estados Americanos y de las Naciones Unidas.

## Historia
México y Trinidad y Tobago son dos naciones americanas con una historia común temprana. Inicialmente, ambas naciones habían estado bajo el control del Imperio Español. En 1802, Trinidad y Tobago se convirtió en parte del Imperio Británico. En 1962, Trinidad y Tobago se convirtió en una nación independiente. El 30 de abril de 1966, México y Trinidad y Tobago establecieron relaciones diplomáticas. En 1982, México abrió una embajada residente en Puerto España, sin embargo, en 1985 México cerró la embajada debido a dificultades financieras. La embajada de México fue reabierta en 1995.
En agosto de 1975, el presidente mexicano Luis Echeverría realizó una visita oficial a Trinidad y Tobago. Durante su visita se reunió con el primer ministro trinitense Eric Eustace Williams. En enero de 1998, el primer ministro Basdeo Panday realizó una visita oficial a México, donde se reunió con el presidente mexicano Ernesto Zedillo. Desde las visitas iniciales, ha habido algunas visitas de alto nivel entre los líderes de ambas naciones. 
Ambas naciones han acordado varios acuerdos bilaterales y comparten un compromiso con la preservación y sostenibilidad del Mar Caribe, y trabajan estrechamente en organizaciones regionales e internacionales. En 2023, ambas naciones celebraron 57 años de relaciones diplomáticas.

## Visitas de alto nivel

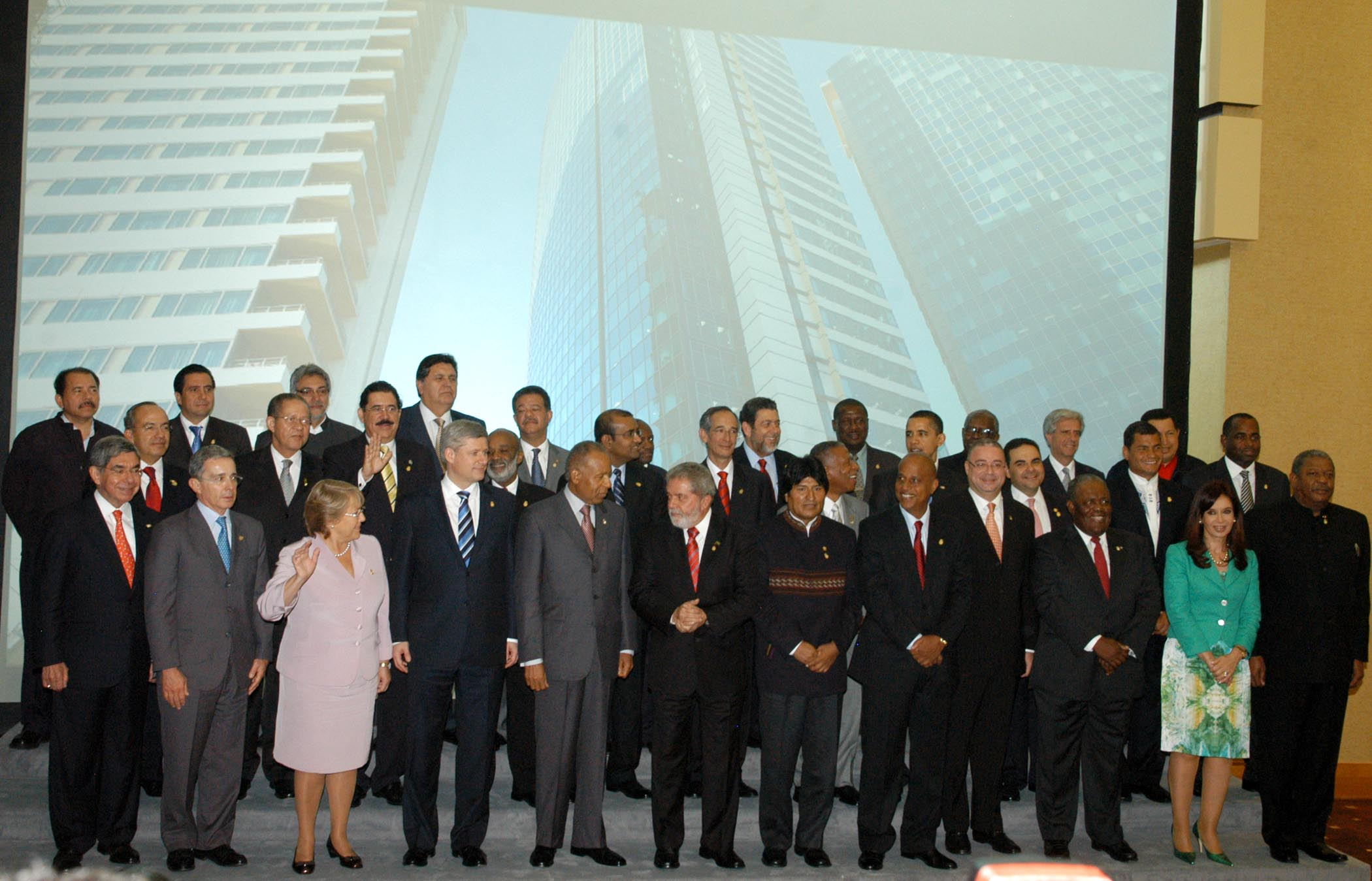
El presidente mexicano Felipe Calderón junto con el primer ministro anfitrión Patrick Manning que asistió a la 5.ª Cumbre de las Américas en Puerto España, Trinidad y Tobago; abril de 2009.

Visitas de alto nivel de México a Trinidad y Tobago
- Presidente Luis Echeverría (1975)
- Presidente Felipe Calderón (2009)
- Secretario de Relaciones Exteriores José Antonio Meade Kuribreña (2013)

Visitas de alto nivel de Trinidad y Tobago a México
- Primer Ministro Basdeo Panday (1998)
- Prime Ministro Patrick Manning (2008, 2010)
- Ministro de Relaciones Exteriores Amery Browne (2021)

## Relaciones bilaterales
Ambas naciones han firmado varios acuerdos bilaterales, como un Acuerdo de Cooperación Científica, Tecnológica, Educativa y Cultural (1975); Acuerdo sobre la Supresión de los Requisitos de Visa para Titulares de Pasaportes Diplomáticos y Oficiales (1997); Acuerdo de Cooperación en la Lucha contra el Tráfico Ilícito, Abuso de Estupefacientes y Sustancias Psicotrópicas y Delitos Conexos (1998); Acuerdo de Cooperación Educativa y Cultural (1998); Acuerdo de Cooperación Técnica y Científica (1998); Acuerdo de la Promoción y Protección Recíproca de Inversiones (2006); Acuerdo sobre la supresión de los requisitos de visa para los titulares de pasaportes ordinarios (2008); Memorando de Entendimiento sobre la Colaboración Académica Diplomática entre la Secretaría de Relaciones Exteriores de México y la Universidad de las Indias Occidentales, campus San Agustín (2016); y un Memorando de Entendimiento para Desarrollar Actividades de Cooperación y Capacitación en Materia de Información Geoespacial en Preparativos para la Operación Futura de la Agencia Espacial Latinoamericana y Caribeña (2022).

## Comercio
En 2023, el comercio entre México y Trinidad y Tobago totalizó $376 millones de dólares. Las principales exportaciones de México a Trinidad y Tobago incluyen: maquinaria y repuestos, vehículos de motor, alcohol, tubos y caños de hierro o acero, y productos de base química. Las principales exportaciones de Trinidad y Tobago a México incluyen: amoníaco y productos químicos.
La empresa multinacional mexicana Cemex invierte y opera en Trinidad y Tobago.

## Misiones diplomáticas residentes
- México tiene una embajada en Puerto España.[14]
- Trinidad y Tobago está acreditada ante México desde su embajada en Washington D. C., Estados Unidos.[15]